# 20477 Anastroda
20477 Anastroda este un asteroid din centura principală de asteroizi.

## Descriere
20477 Anastroda este un asteroid din centura principală de asteroizi. A fost descoperit pe 14 iulie 1999 la Socorro, New Mexico, în cadrul proiectului LINEAR. Asteroidul prezintă o orbită caracterizată de o semiaxă mare de 2,38 ua, o excentricitate de 0,13 și o înclinație de 5,9° în raport cu ecliptica.